# Landschaftsschutzgebiet Krebsbach (Lemgo)

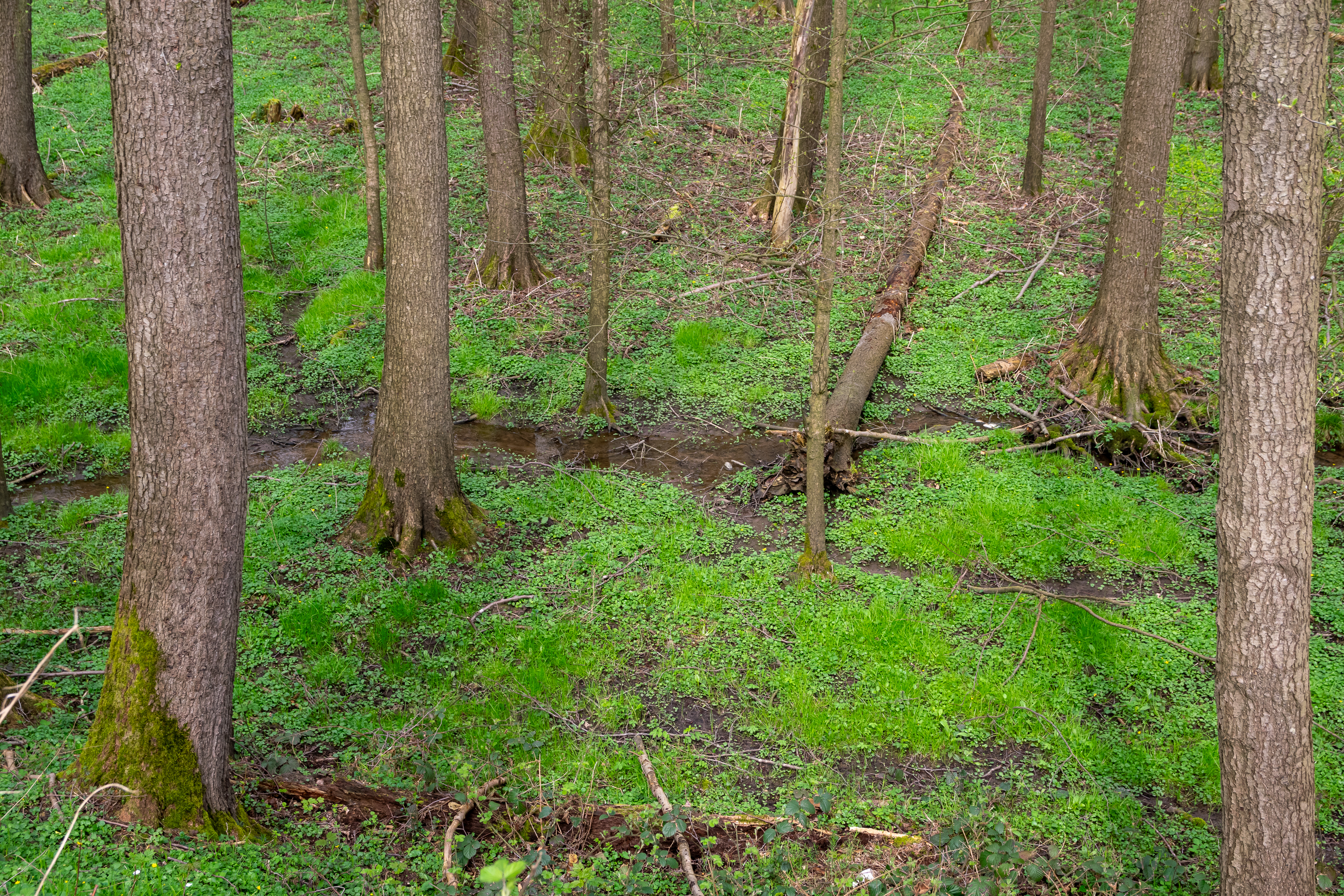
Auwald

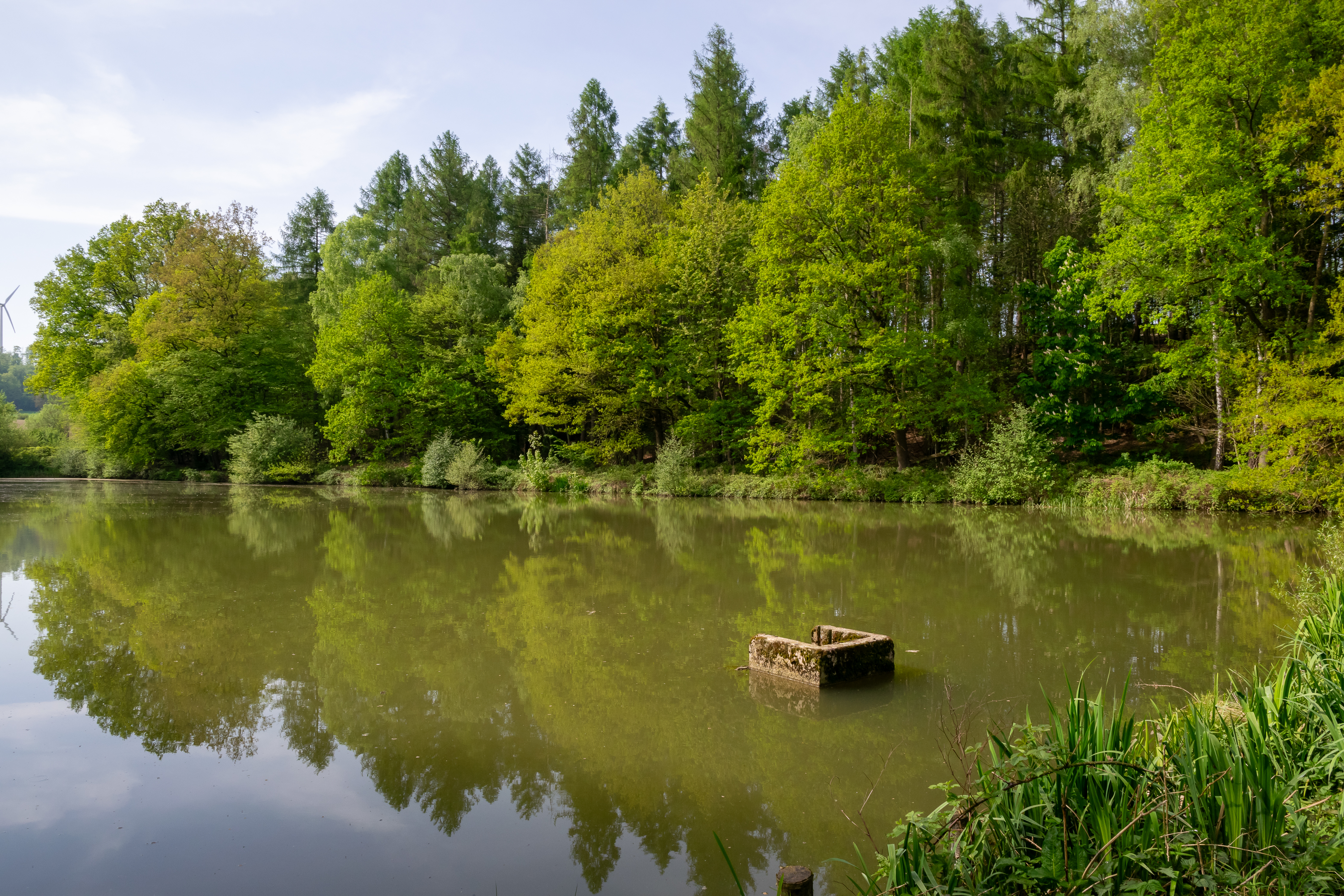
Stauteich

Das Landschaftsschutzgebiet Krebsbach mit 20 ha Flächengröße liegt südlich von Wiembeck im Stadtgebiet von Lemgo. Es wurde 2009 mit dem Landschaftsplan Lemgo durch den Kreistag des Kreises Lippe als Landschaftsschutzgebiet (LSG) ausgewiesen. Das Schutzgebiet besteht aus zwei Teilflächen. Die drei Teilflächen vom  Landschaftsschutzgebiet Krebsbach (Detmold) grenzen direkt an dieses LSG.

## Beschreibung
Das LSG umfasst einen 1,5 km langen Teil des Bachlaufs des Krebsbaches. Der Krebsbach, ein Zulauf der Passade, entspringt im Detmolder Stadtgebiet. Das LSG selbst liegt an der Stadtgrenze zu Detmold. Der Krebsbach im LSG verläuft teilweise als Kerbtal und teils als Sohlental. Der fließt durch vier Teiche. Der westlichste Teich weist eine geschlossene Teichlinsendecke auf. Der östliche hat eine Wasservegetation. Es liegen Erlenwaldbereiche im LSG, teilweise mit typischer Auenvegetation. Sonst liegen Grünlandflächen im Schutzgebiet. Eine extensiv beweidete Grünlandfläche weist in südlichen Hälfte eine Flutrasenvegetation mit einigen quelligen Bereichen auf. Auf der nördlichen, steilen Talböschung liegt eine Magerweide. Auch eine Obstwiese, die im Zuge einer Ausgleichsmaßnahme angelegt wurden, liegt im Gebiet.

## Schutzzwecke für das LSG
Laut Landschaftsplan erfolgte die Ausweisung des LSG
- „zur Erhaltung und Wiederherstellung der Leistungsfähigkeit des Naturhaushaltes in ökologisch besonders wertvoll strukturierten Bereichen mit Wasser-, Klima- und Biotopschutzfunktionen,“
- „zur Erhaltung und Wiederherstellung von Quellbereichen und naturnahen Fließgewässern, Wald- und Grünlandbereichen unterschiedlicher Feuchtestufen, Feldgehölzen, Hecken und Obstwiesen,“
- „zur Erhaltung morphologisch ausgeprägter Bereiche zur Sicherung der landschaftlichen Eigenart und Vielfalt für die Erholung,“
- „zur Erhaltung wertvoller Biotopkomplexe aus Wald-Grünlandbereichen, Fließgewässern und Quellen sowie Biotopen nach § 62 LG mit wichtigen Refugial-, Puffer-, Trittstein- und Vernetzungsfunktionen,“
- „zur Erhaltung und Wiederherstellung wichtiger Rückzugsräume für die bedrohte Tier- und Pflanzenwelt,“
- „zur Sicherung der das Orts- und Landschaftsbild gliedernden und belebenden und die dörflichen Siedlungsstrukturen prägenden Freiraumelemente.“[1]

## Rechtliche Vorschriften
Im Landschaftsschutzgebiet ist unter anderem das Errichten von Bauten und Fischteichen verboten. Grün- und Brachland darf nicht in eine andere Nutzungsart umgewandelt oder umgebrochen werden.